# Académie de défense nationale du Japon
L'Académie de défense nationale du Japon est une académie militaire japonaise.

## Admissions
Pour être admis à l'Académie, un candidat doit
- être citoyen japonais âgé de 18 à 20 ans, ou de 18 à 22 ans s’il est en service actif dans la JSDF, le 1er avril de l’année d’immatriculation.
- Être en bonne santé et de bonne moralité.
- Avoir obtenu son diplôme d’études secondaires lors de son admission au centre de formation, ou avoir obtenu l’équivalent d’un diplôme d’études secondaires reconnu par le ministère de l’Éducation et des Sciences, ou avoir terminé la troisième année d’une école technique supérieure[1].